# Need to Believe (singolo)
Need to Believe  è il primo singolo estratto da Need to Believe, l'eponimo ottavo album in studio della rock band svizzera Gotthard. È stato pubblicato nell'agosto del 2009, circa un mese prima dell'uscita dell'album, esclusivamente in Svizzera. Nel resto del mondo è invece uscito il singolo Shangri-la.
La canzone è stata pubblicata per il solo download digitale.
Nell'ottobre del 2010, in seguito alla prematura morte del cantante Steve Lee, il singolo ha raggiunto la posizione numero 28 della classifica svizzera.

## Tracce
1. Need to Believe – 3:57 (Steve Lee, Leo Leoni)

## Classifiche
| Classifica (2010) | Posizione massima |
| ----------------- | ----------------- |
| Svizzera          | 28                |